# クリスチャン・ミハレス
クリスチャン・リカルド・ルシオ・ミハレス（Cristian Ricardo Lucio Mijares、1981年10月2日 - ）は、メキシコの元プロボクサー。ドゥランゴ州ゴメスパラシオ出身。元WBAスーパー・WBC世界スーパーフライ級統一王者。元IBF世界スーパーフライ級王者。
左ボクサー型のコンバーテッドサウスポー（右利きのサウスポー）で、しっかりとした防御技術を軸に、パワーはないものの的確な高速コンビネーションで相手を懐に入れさせず、回転の速さで対戦相手を切り刻むアウトボクシングを得意とする。

## 来歴

### スーパーフライ級
1997年8月20日、ペドロ・エルナンデスとデビュー戦を行い、4回判定勝ちを収めたミハレスがデビュー戦を白星で飾った。
2003年3月12日、メキシコスーパーフライ級王者のトマス・ロハスと対戦し、12回3-0の判定勝ちを収め王座を獲得した。
2006年9月18日、横浜のパシフィコ横浜で元WBC世界スーパーフライ級王者の川嶋勝重（日本/大橋ボクシングジム）とWBC世界スーパーフライ級暫定王座決定戦を行い、2-1（114-113×2、113-114）の判定勝ちを収め王座を獲得した。
2006年12月6日、徳山昌守（日本/金沢ボクシングジム）の王座返上に伴い空位となった正規王座に認定され正規王者になった。
2007年1月3日、WBC世界スーパーフライ級2位の川嶋勝重と再戦し、10回TKO勝ちを収め2度目の防衛に成功した。
2007年4月14日、テキサス州サンアントニオのアラモドームでホルヘ・アルセ（メキシコ）と対戦し、12回3-0（119-109、118-110、117-111）の判定勝ちを収め3度目の防衛に成功した。
2007年7月13日、ドゥランゴ州ゴメスパラシオで菊井徹平（日本/花形ボクシングジム）と対戦し、10回2分28秒TKO勝ちを収め4度目の防衛に成功した。
2007年10月20日、キンタナ・ロー州カンクンでWBC世界スーパーフライ級10位のフランク・ ゴルジュ（フランス）と対戦し、初回2分11秒TKO勝ちを収め5度目の防衛に成功した。
2008年2月16日、ネバダ州ラスベガスでホセ・ナバーロ（アメリカ）と対戦し、12回2-1（115-113、108-120、117-111）の判定勝ちを収め6度目の防衛に成功した。
2008年5月17日、ドゥランゴ州ゴメスパラシオでWBA世界スーパーフライ級王者のアレクサンデル・ムニョス（ベネズエラ）と王座統一戦を行い、12回2-1（116-111、116-112、113-115）の判定勝ちを収め王座統一並びにWBA王座を獲得、WBC王座は7度目の防衛に成功した。勝者のミハレスはWBA規定でスーパー王座に認定された。
2008年8月30日、ヌエボ・レオン州モンテレイのモンテレー・アリーナで元WBC世界フライ級王者のチャッチャイ・サーサクン（タイ）と対戦し、3回1分20秒でKO勝ちを収めWBA王座は初防衛、WBC王座は8度目の防衛に成功した。
2008年11月1日、カリフォルニア州ホーム・デポ・センター・テニスコートでIBF世界スーパーフライ級王者ビック・ダルチニアン（オーストラリア）と王座統一戦を行い、9回終了時KO負けを喫し王座統一に失敗、WBA王座は2度目、WBC王座は9度目の防衛に失敗、王座から陥落した。

### バンタム級
2009年3月14日、コアウイラ州トレオンのアウディトリオ・センテナリオでWBA世界バンタム級3位のネオマール・セルメニョ（ベネズエラ）とWBA世界バンタム級暫定王座決定戦を行い、12回1-2（113-115、112-116、117-111）の判定負け喫し2階級制覇に失敗した。
2009年9月12日、ヌエボ・レオン州モンテレイのモンテレー・アリーナでWBA世界バンタム級暫定王者のネオマール・セルメニョ（ベネズエラ）と再戦し、12回0-3（111-117、112-116×2）の判定負けを喫しまたも2階級制覇出来なかった。敗戦後すぐに現役引退を表明した。
2009年11月20日、引退を撤回してヘスス・ビダルと復帰戦を行い、3回KO勝ちを収め再起した。
2009年12月12日、BJ・ドロロサと対戦し、6回KO勝ちを収め再起2連勝を飾った。
2009年10月、メキシココアウイラ州トレオンに自身のジムをオープンした。
2010年4月10日、ホルヘ・アルセの弟であるフランシスコ・アルセ（メキシコ）とNABF北米バンタム級王座決定戦を行い、12回2-1（115-112、114-113、114-117）の判定勝ちを収め王座獲得に成功した。

### スーパーフライ級復帰
2010年12月11日、IBF世界スーパーフライ級王者のファン・アルベルト・ロサス（メキシコ）と対戦し、12回3-0（117-111、115-113、116-113）の判定勝ちを収めWBAとWBCに続く王座を獲得した。
2011年5月15日、IBF世界スーパーフライ級13位のカルロス・ルエダと対戦し、12回3-0（120-108×2、118-110）の判定勝ちを収め初防衛に成功した。
2011年8月20日、バンタム級に転向しキャリアを進める為にIBF世界スーパーフライ級王座を返上した。

### スーパーバンタム級
2011年9月10日、サカテカス州サカテカスでジョナサン・ペレス（コロンビア）とスーパーバンタム級10回戦を行い、3回2分40秒TKO勝ちを収めた。
2012年4月21日、メキシコミチョアカン州モレリアでエディ・フリオ（コロンビア）とWBCインターナショナルスーパーバンタム級シルバー王座決定戦を行い、4回2分47秒KO勝ちを収め王座獲得に成功した。
2012年10月27日、ラファエル・マルケス（メキシコ）とUSNBCスーパーバンタム級王座決定戦として対戦し、9回1分58秒TKO勝ちを収め王座を獲得した。
2013年4月20日、メキシコシティのアレナ・シウダ・デ・メヒコでアブネル・マレス（メキシコ）の王座返上に伴いビクトル・テラサス（メキシコ）とWBC世界スーパーバンタム級王座決定戦を行い、12回1-2（113-114、114-113、112-115）の判定負けを喫しまたも2階級制覇に失敗した。
2013年12月14日、メキシコシティの社会保険労働者ドームでジョバンニ・ソト（メキシコ）と対戦し、3回1分4秒TKO勝ちを収めた。
2014年3月8日、MGMグランド・ガーデン・アリーナでWBC世界スーパーバンタム級王者のレオ・サンタ・クルスと対戦し、12回0-3（108-120×2、109-119）の判定負けを喫し2階級制覇出来なかった。

### フェザー級
2014年6月21日、カンクンでセバスチャン・ダニエル・ロドリゲス（アルゼンチン）とフェザー級10回戦を行い、7回2分59秒TKO勝ちを収めた。
2014年11月15日、カンクンでレスター・メドラノ（ニカラグア）とフェザー級10回戦を行い、10回3-0（3者とも99-91×3）の判定勝ちを収めた。
2016年6月4日、カンクンでアンドレス・グティエレスとWBC世界フェザー級シルバー王座決定戦を行い、12回2-0（116-112、114-113、114-114）の判定勝ちを収め王座獲得に成功した。
2016年10月29日、ドゥランゴ州ゴメスパラシオで川島翔平（日本/真正ボクシングジム）と対戦し、12回3-0（115-113×3）の判定勝ちを収め初防衛に成功した。
2017年4月9日、カンクンでトマス・ロハスとフェザー級10回戦を行い、10回3-0（96-93、96-94、95-94）の判定勝ちを収め14年ぶりの再戦を制した。
2017年10月7日、カンペチェでヘスス・アルバロとフェザー級10回戦を行い、10回判定勝ちを収めた。

### スーパーフェザー級
2017年12月28日、2018年2月10日にカンクンでWBC世界スーパーフェザー級王者のミゲール・ベルチェットと2階級制覇を目指して対戦することが一旦決定したが。最終的に出場をキャンセルした。
2018年3月18日、カンクンのオアシス・アリーナでフェルナンド・ダビド・サウセドと対戦し、8回2分20秒TKO勝ちを収めた。

## 獲得タイトル
- メキシコスーパーフライ級王座
- WBAフェデラテンスーパーフライ級王座（防衛4=返上）
- WBC世界スーパーフライ級暫定王座（防衛1）
- WBC世界スーパーフライ級王座（防衛8）
- WBA世界スーパーフライ級スーパー王座（防衛1）
- NABF北米バンタム級王座（防衛0=返上）
- IBF世界スーパーフライ級王座（防衛1=返上）
- WBCインターナショナルスーパーバンタム級シルバー王座
- USNBCスーパーバンタム級王座
- WBC世界フェザー級シルバー王座